# Annona salicifolia
Annona salicifolia là loài thực vật có hoa thuộc họ Na. Loài này được Ekman & R.E.Fr. mô tả khoa học đầu tiên năm 1929.